# Aérodrome d'Oberschleissheim
 (mai 2018).
Si vous disposez d'ouvrages ou d'articles de référence ou si vous connaissez des sites web de qualité traitant du thème abordé ici, merci de compléter l'article en donnant les références utiles à sa vérifiabilité et en les liant à la section « Notes et références ».
L’aérodrome d'Oberschleissheim, couramment appelé aérodrome de Schleissheim, situé près de Munich, en Allemagne a le statut spécial de Sonderlandeplatz, ce qui signifie qu’il n’est normalement pas ouvert au trafic régulier.
Il est utilisé à titre exceptionnel et pour les meetings aériens, par les services de police ou de secourisme ainsi que par l'annexe aéronautique du musée Deutsches Museum. Un Antonov An-2 et un Junkers Ju 52 qui font visiter la région en survolant les châteaux (par exemple Neuschwanstein), montagnes et lacs de Bavière y ont également leur base.
C’est le plus ancien des aérodromes encore en service en Allemagne.

## Historique

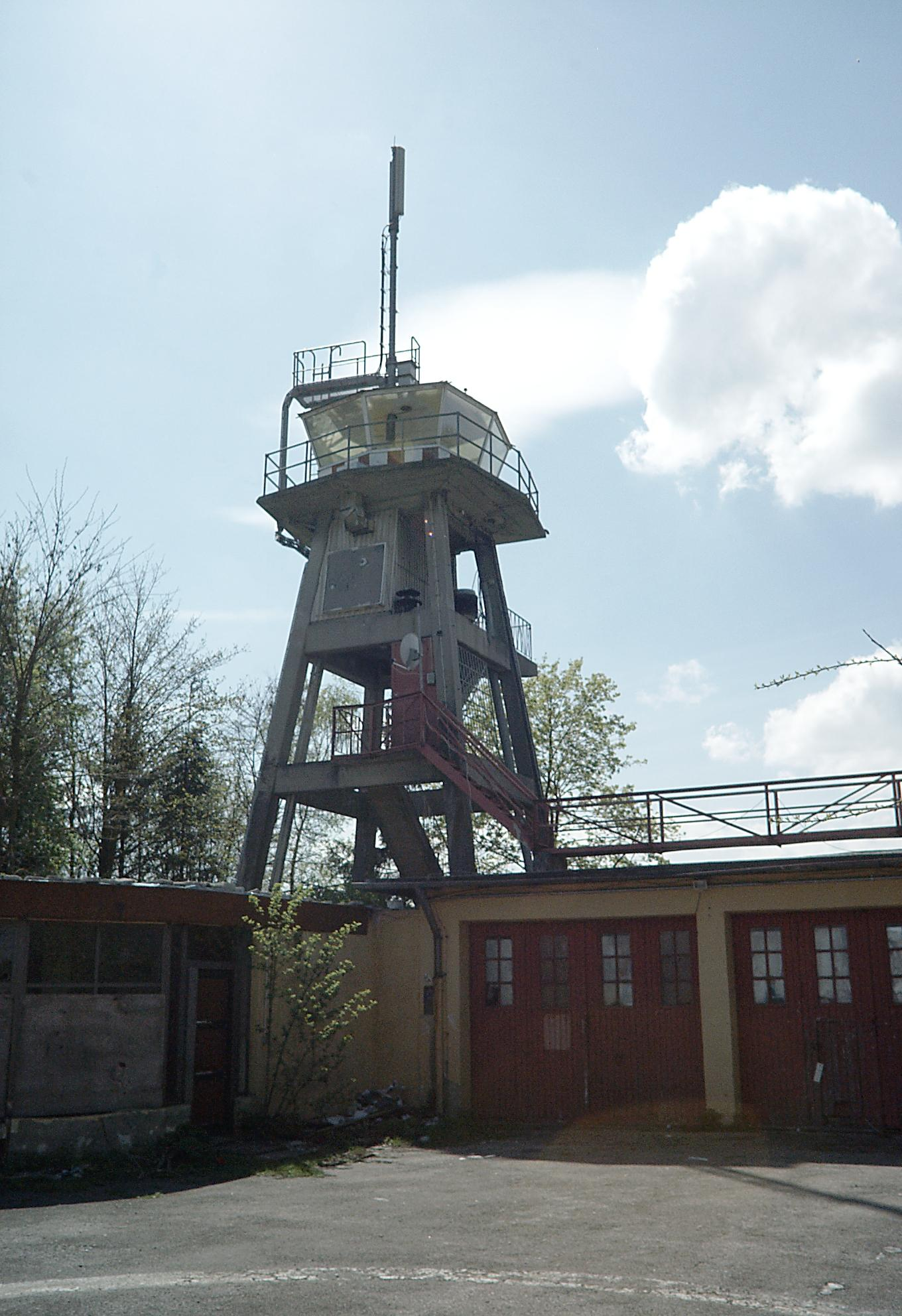
La vieille tour de contrôle

L’aérodrome a été créé en 1912 pour servir de base au 1er bataillon des forces aériennes royales de Bavière (’’1. Königlich Bayerisches Fliegerbataillon’’). Un autre détachement se trouvait sur l’aérodrome de Gersthofen/Gablingen. Du fait de la proximité du château de Schleissheim, les bâtiments furent érigés dans un style régional sobre ("reduzierter Heimatstil").
Après la Première Guerre mondiale, l’aérodrome fut utilisé par l’aviation civile jusqu’en 1933. Il servit tout d’abord de base technique pour le trafic civil en développement et à partir de 1927 essentiellement pour la formation des pilotes.
Après la prise du pouvoir par le NSDAP il fut transformé en base aérienne militaire de la Luftwaffe. La construction des bâtiments fut confiée à des architectes de l’école d’architecture de la poste (’’Postbauschule’’). Ce style inhabituel pour la période nazie est aussi appelé « bavarois moderne ». Le bâtiment de la direction des vols qui existe encore est l'archétype même de ce style architectural utilisé par la Luftwaffe.
En 1938 fut créée dans la partie sud l’école de pilotage de Schleissheim. Les bâtiments de l’école servant de logements furent utilisés de 1945 à 1954 par l’UNRRA comme camp pour personnes déplacées (DP ou ‘’displaced persons’’) sous le nom Schleissheim-Frauenholz.
En 1943, un poste de commandement (nom de code ’’Minotaurus’’) pour la chasse de jour et de nuit dans l'espace aérien du sud de l'Allemagne fut installé dans un bunker. Ce bunker a été dynamité en 1971.
Un camp de prisonniers de guerre fut installé dans la partie sud-est de 1939 à 1946. Ce camp hébergea sous commandement de la Luftwaffe tout d’abord des prisonniers de guerre français, puis des russes puis après la guerre (sous commandement américain) d’anciens membres de la SS. À proximité se trouvait dans la propriété Hochmutting une annexe du camp de concentration de Dachau. Onze prisonniers appartenant à des équipes d'artificiers-démineurs de bombes y étaient internés.
De 1945 à 1947, l’aérodrome fut utilisé par la Occupation Air Force (OAF) de l’U.S. Army of Occupation, puis par l’USAFE (United States Air Forces in Europe) et de 1947 à 1973 par l’US Army. Ce fut ensuite sa base de l’aviation légère de l’armée de Terre (Heeresflieger) de la Bundeswehr de 1958 à 1981. Cette dernière année marque la fin de l’utilisation militaire de l'aérodrome.
En 1964, l'ancienne police des frontières (Bundesgrenzschutz) devenue aujourd’hui Police Fédérale (Bundespolizei) y fit venir l’escadrille sud installée depuis 1962 à Rosenheim. En 1981, cette escadrille occupa les halls abandonnés par la Bundeswehr.
Pendant quelque temps, les hélicoptères de sauvetage (MEDEVAC) du club automobile allemand ADAC et de la Croix rouge Bavaroise (BRK) utilisèrent également cet aérodrome comme seconde base dans Munich.
Son appellation depuis sa création en 1912 jusqu'au départ des troupes américaines en 1973 avait été ’’Flugplatz’’ (aérodrome) ou Fliegerhorst (base aérienne) puis ’’Airfield’’ de Schleissheim. Ce n’est que la Bundeswehr qui utilisa l’appellation Flugplatz Oberschleissheim’’ encore en vigueur aujourd’hui. Dans le langage courant on fera cependant l’économie du préfixe « Ober » pour ne dire que Schleissheim.
En plus des anciens ateliers (Flugwerft’’ = chantiers aéronautiques), les deux halls baptisés Junkershallen et les halls 1 et 2 sont classés monuments historiques.

## Activités présentes
L’aérodrome est utilisé par six aéroclubs et par la Police fédérale (escadrille d’Allemagne du sud). L’organisme responsable de l’aérodrome est l’association "Flugplatz Schleissheim e.V.", créée en 2001 pour chapeauter les six aéroclubs.
Deux associations se consacrent l’une à la restauration des installations et en particulier de moteurs aéronautiques (la "Verein zur Erhaltung der historischen Flugwerft e.V.", en abrégé "Der Werftverein") et l’autre aux recherches sur l’histoire de l’aviation bavaroise (la "Bayerische-Flugzeug-Historiker e.V.")

## À visiter
Le 18 septembre 1992, le musée allemand des techniques (Deutsches Museum) y a ouvert une annexe spécialisée pour l’aéronautique et complétant les collections du bâtiment principal situé au centre de Munich sur une île au milieu de l’Isar. Cette annexe se trouve dans les bâtiments d’origine restaurés et dans un hall moderne.